# Physochila griseola
Physochila griseola ist eine Schalenamöbe (Testate Amöbe) aus der Gattung Physochila. Sie wurde im Deutschen in einem Naturführer einmal als „Graue Schüppchen-Schalenamöbe“ bezeichnet. Die Art kommt in Torfmoosen vor.

## Merkmale
Die Schale (Testes) ist grau gefärbt und undurchsichtig. Sie erreicht eine Länge von 70-85 µm (nach Streble und Krauter sogar bis 100 µm) bei einer Breite von 50-58 µm.
Die Testes ist bei Ansicht von der Seite im Umriss birnen- oder vasenförmig (apikal abgerundet und zur Öffnung hin etwas ausgezogen). Die Öffnung (Pseudostom) ist endständig, wie die Testa selbst im Querschnitt mehr oder weniger kreisrund und mit einem abgesetzten, zurückgeschlagenen Rand („Kragen“) umgeben. Dieser Kragen ist Gattungsmerkmal und unterscheidet die Arten der Gattung Physochila von der Gattung Argynnia. Im Unterschied zu Nebela und verwandten Gattungen ist das Gehäuse bis zum Pseudostom mit silikatischen Schüppchen oder Quarzkörnern verdeckt, es ist kein organischer Rand sichtbar.
Von anderen Arten der Gattung unterscheiden folgende Merkmale der Testes: Bei Physochila tenella ist diese etwas abgeflacht, der kragenartige Rand ist undeutlich. Bei der (bisher nur in Nordamerika gefundenen) Physochila cratera ist sie flaschenförmig, mit kugeligem Hauptteil und einem parallelseitigen Stielabschnitt.

## Lebensraum und Verbreitung
Die Art ist vermutlich weltweit verbreitet. Sie wird vor allem in Mooren gefunden. Nach einer Übersicht wurde sie bei Untersuchungen von Schalenamöben in Mooren in etwa einem Drittel der untersuchten Moore angetroffen und gehört damit dort zu den häufigen Arten.
Physochila griseola ernährt sich herbivor.

## Phylogenie, Taxonomie, Systematik
Die Art wurde 1890 durch den Schweizer Biologen und Amöben-Spezialisten Eugène Penard (1855 - 1954) als Nebela griseola erstbeschrieben. 1942 teilte der in Münster forschende Biologe und Testaceenspezialist Wilhelm Jung die Gattung Nebela in 11 neue Gattungen. Da er es aber versäumte, jeweils eine Typspezies festzulegen, sind diese allerdings ungültig, mit Ausnahme derjenigen, die (in seiner Beschreibung) monotypisch waren. Die von ihm abgespaltene Gattung Physochila wurde von den meisten der folgenden Bearbeiter anerkannt. Der Name wurde durch George H. Wailes und Eugène Penard 1911, durch formelle Festschreibung von Physochila griseola als Typusart der Gattung, formell validiert. Der Gattung Physochila werden heute außerdem acht andere Arten zugeschrieben.
Traditionell wurde die Art einer Familie Nebelidae zugeschrieben, nach neueren Untersuchungen steht sie Incertae sedis, ohne Familienzuordnung.
Bei einer genetischen Analyse (Phylogenomik) stand die Art (als einzige getestete der Gattung Physochila) relativ basal innerhalb der Ordnung Arcellinida. Ebenso basal, aber kein Schwestertaxon war Argynnia dentistoma als getesteter Vertreter der Gattung Argynnia. Eine nähere Verwandtschaft zu den Arten der Gattung Nebela besteht demnach nicht.